# Porta Palatina

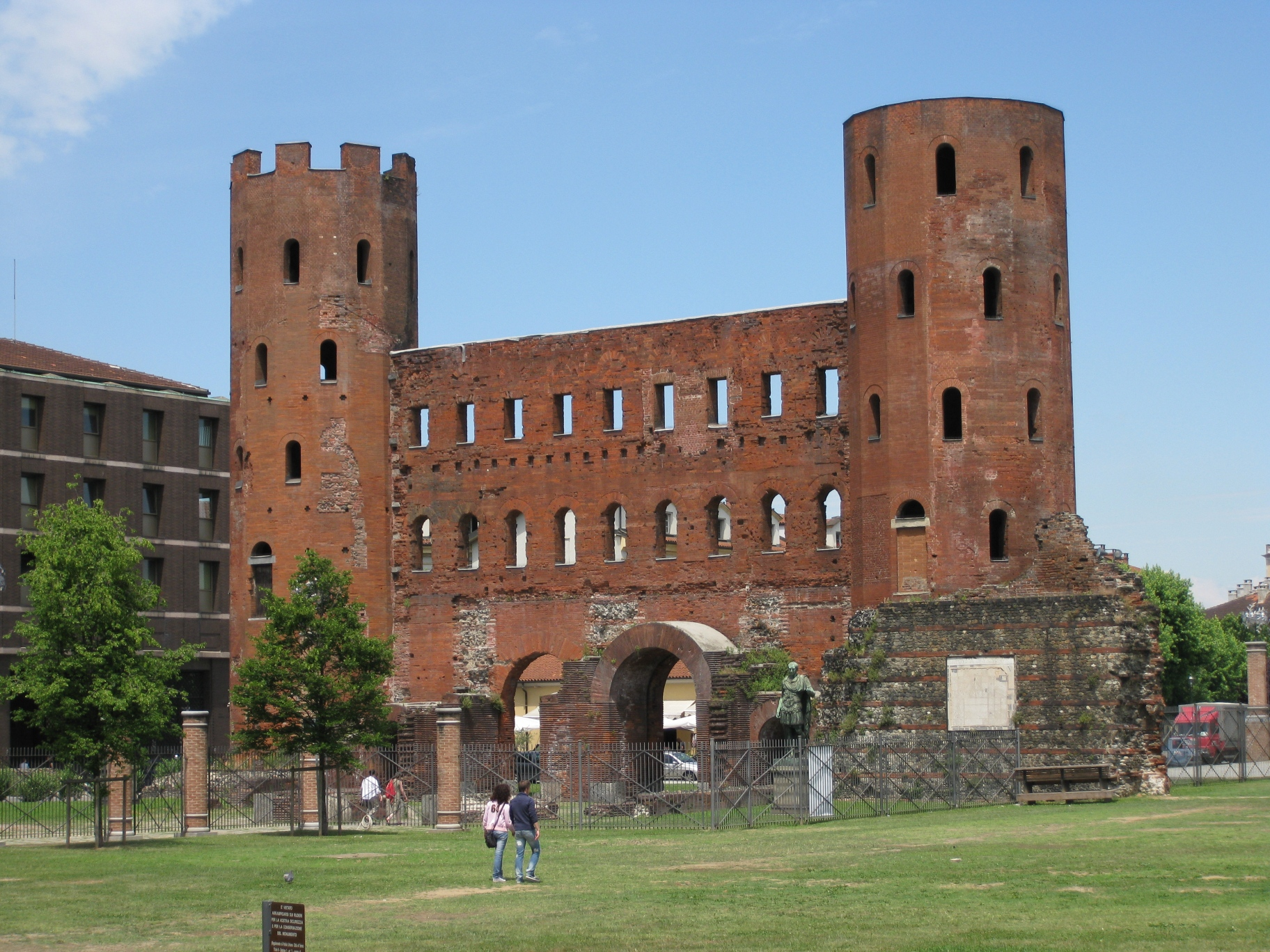
Porta Palatina

Die Porta Palatina ist das einzige erhaltene Stadttor des römischen Turin (Augusta Taurinorum). Obwohl es sich nur um ein Stadttor handelt, wird jedoch üblicherweise der Plural Porte Palatine verwendet. Die Porta Palatina stellt das bedeutendste noch erhaltene archäologische Zeugnis des römischen Turin dar.
Die Porta Palatina bildete das nördliche Stadttor von Augusta Taurinorum, die Porta Principalis Dextra, durch sie führte die von Norden nach Turin kommende Straße auf den cardo maximus, die Nord-Süd-Straße, der antiken Stadt.

## Geschichte
Das Stadttor wurde während der Regierungszeit des Kaisers Augustus im frühen 1. Jahrhundert n. Chr. erbaut. Im 6.–7. Jahrhundert angeblich zu einem Palast der langobardischen Herzöge erweitert, diente die wiederholt umgebaute und erweiterte Anlage ab 1724 als Gefängnis und entging so der Demolierung, ab 1860 wurde der römische Kern wieder freigelegt, im frühen 20. Jahrhundert wurde die Porta Palatina nach Plänen des Architekten Alfredo d’Andrade (1839–1915) restauriert und rekonstruiert.

## Name
Die Etymologie des Namens Porta Palatina ist umstritten, einiges scheint darauf hinzuweisen, dass sich in römischer oder eventuell auch langobardischer Zeit in der Nähe ein Palatium, d. h. ein Herrenhaus befand, wenn dieses nicht sogar mit den Umbauten des Tors selbst identisch war. Aus Schriftstücken aus dem 11. Jahrhundert ist der Name Porta Doranea bzw. Porta Doranica überliefert nach dem in der Nähe fließenden Fluss Dora Riparia.

## Beschreibung
Das Tor ist aus Ziegeln errichtet (opus latericium). Zwischen zwei über 30 m hohen, mit Zinnen gekrönten polygonalen Wachtürmen erstreckt sich ein in etwa 20 m langes und 18 m hohes, Interturrio genanntes mittleres Bauteil. Ebenerdig findet man in der Mitte zwei große bogenförmige Toreinfahrten für Fuhrwerke und rechts und links daneben zwei kleinere Eingänge für Fußgänger. Alle Toröffnungen sind mit Nuten als Führungen für Fallgatter ausgestattet. Im Stockwerk darüber findet man bogenförmige Fenster und im oberen Stock gerade Fenster.

## Umgebung
Zwei vor dem Tor aufgestellte Bronzestatuen des Julius Caesar und des Kaisers Augustus sind moderne Kopien nach antiken Vorbildern. Die umgebende Grünfläche (parco archeologico) ist aus Denkmalschutzgründen unbebaut geblieben, Steine einer Pflasterstraße mit Resten antiker Spurrinnen sind noch erkennbar. Zum Dom hin sind Unterbauten eines kleinen römischen Theaters aus dem 1. Jahrhundert n. Chr. ergraben worden.

## Weitere römische Stadttore von Turin
Vom Aufbau her entspricht die Porta Palatina den beiden anderen bekannten römischen Stadttoren von Turin, der Porta marmorea, die 1635 zerstört wurde, jedoch durch eine Zeichnung von Giuliano da Sangallo bekannt ist, und der Porta Decumana, von der heute noch Reste im Palazzo Madama in Turin zu sehen sind.